# احمد یوکنکی
ادیب احمد بن محمود یوکنکی یا ادیب احمد یوقنکی، نویسنده کتاب عتبه الحقایق است. در یوقنک یا یوقناق از توابع تاشکند متولد شده است. ظاهراً در قرن ششم هجری می‌زیسته و آنچه امیر علیشیر نوایی در نسائم المحبت دربارهٔ شخصی به نام ادیب احمد می‌نویسد، اشاره به او دارد. نوایی می‌نویسد: ادیب احمد، در میان ترکان دارای مناقب بسیاری است. از جمله گویند او کور زاییده شده اما بسیار هوشیار، دیندار و مردی بیدار دل بود. از جایگاه خود تا ۴ فرسنگ راه را برای تلمذ، میپمود و…

## کتاب عتبه الحقایق
این کتاب ابتدا به نام هبه الحقایق معروف شد و در نوشته‌های محمد فؤاد کوپرولو یا حتی بارتولد به همین نام خوانده شده است ولی پس از بررسی‌های رشید رحمتی آرات معلوم شد که عتبه الحقایق است و به همین نام معروف شد. کتاب عتبه الحقایق به همراه کتاب قوتادغو بیلیگ و دیوان لغات الترک، از معدود آثار ترکی خاقانی (ترکی کاشغری) است. این کتاب برای امیری بنام داد اسپهسالار بیگ نوشته شده است و محتوای اشعار آن دستورها خشک اخلاقی است؛ و بر چکامه‌های دیوان لغات الترک که همگی به وزن، هجایی اند، به وزن عروضی سروده شده است.
محمد فؤاد کوپرولو دربارهٔ این کتاب می‌نویسد:این کتاب بیش از همه پند نامه عطار را به خاطر می‌آورد، در این کتاب حتی به اندازه پند نامه هم‌معنی صوفیانه موجود نیست. در آن پسندیده نبودن صبر و قناعت؛ ارزش نداشتن دنیا،نتیج بسیار نامیمون بخل، پر چانگی، مزاح، همنشینی با بدان و حرص و طمع و پر شدن دنیا از بدی و بدان با شیوه ای بسیار خشک بیان می‌شود.
وزن این کتاب همان وزن قوتادغو بیلیگ یعنی فعولن فعولن فعولن فعول است. این اثر، با ۴۰ بیت غزل و ۱۰۱ دو بیتی یا همان چارپاره ترکی، مجموعاً ۴۸۴ مصرع است، واژگان عربی و احادیث آن بسیار ولی لغات فارسی آن اندک است.
نسخه‌های خطی آن بسیار است که اصیل‌ترین آن دو نسخه می‌باشد. نسخه سمرقند که در ایاصوفیه نگهداری می‌شود و توسط نجیب عاصم بیک معرفی شد. این نسخه به دو خط اویغوری و عربی می‌باشد و در سال۱۹۱۸ منتشر شد و نسخه بعدی توسط معلم رفعت، که آن هم به خط اویغوری بود معرفی شد. در ایران نیز چندین بار چاپ شده است.